# Two Bits
Two Bits (bra: Um Dia para Relembrar; prt: Two Bits) é um filme estadunidense dirigido por James Foley de gênero drama, estrelando Jerry Barone, Mary Elizabeth Mastrantonio e Al Pacino. A produção é de Arthur Cohn.

## Elenco
- Jerry Barone (Gennaro)
- Mary Elizabeth Mastrantonio (Luisa Spirito)
- Al Pacino (Gitano Sabatoni)
- Patrick Borriello (Tullio)
- Andy Romano (Dr. Bruna)
- Donna Mitchell (Sra. Bruna)
- Alec Baldwin (Narrador)